# Schlacht um Alesia
Arar – Bibracte – Elsass – Axona - Sambre – Octodurum – Avaricum – Gergovia – Lutetia – Armançon – Alesia – Uxellodunum
Die Schlacht um Alesia war die Entscheidungsschlacht im Spätsommer 52 v. Chr. zwischen dem römischen Feldherrn Gaius Iulius Caesar und den Galliern (Kelten) unter Führung des Vercingetorix. Sieger der Auseinandersetzung war Caesar, der damit die römische Herrschaft in Gallien für Jahrhunderte festigte.

## Die Vorgeschichte
Die Römer fielen im Jahre 58 v. Chr. in das südliche Siedlungsgebiet der Gallier ein. Dem Kommandeur des römischen Heeres, Gaius Iulius Caesar, bot sich hier die Möglichkeit, durch einen militärischen Erfolg seine politische Karriere voranzubringen.
Die römischen Militärerfolge stellten sich sehr rasch ein und die Römer drangen in den Folgejahren bis nach Britannien vor. Erst im Jahre 52 v. Chr. stießen Caesar und seine Truppen auf ernsthaften Widerstand. Die schon längst unterworfen geglaubten Gallier vereinigten sich unter Vercingetorix und erhoben sich gegen Rom.
Römische Kaufleute in Cenabum fielen den Galliern in den ersten Tagen des Krieges zum Opfer. Die Aufständischen bedrohten die Gallia Narbonensis.
Caesar, der sich zur Rechtspflege in Italien aufhielt, hob Truppen aus und sicherte die römische Provinz. Um zu seinen in Winterlagern stationierten Truppen zu gelangen, rückte er über das verschneite Cevennengebirge vor. Das diente ihm als Ablenkungsmanöver und er konnte seine Armee im Gebiet der Lingonen zusammenziehen. Nachdem das erste Treffen von Vercingetorix’ Kavallerievorhut und Caesars Reiterei bei Noviodunum mit einem Erfolg für die Römer geendet hatte, entschloss sich der Arvernerfürst zu neuen taktischen Maßnahmen. Mit seiner Strategie der „Verbrannten Erde“ versuchte er die Römer vom Nachschub abzuschneiden. Zwanzig im Umkreis von Caesars Armee gelegene Dörfer wurden ein Raub der Flammen. Doch die Römer erwiesen sich als äußerst zäh. Sie standen die 25 Tage andauernde Belagerung von Avaricum durch und sicherten sich dadurch die in diesem Oppidum reichlich vorhandenen Vorräte.
Allerdings kam es im Anschluss daran vor Gergovia – Hauptstadt der Arverner – zu einer Niederlage für Caesar. Jeder siebte Centurio fiel. Da der Julier von Verstärkung aus Italien abgeschnitten war, musste er gegen bare Münze Hilfstruppen aus Germanien ordern.
Als Vercingetorix seine erfolgreiche Defensivtaktik aufgab und seinerseits zum Angriff überging, musste er in der Schlacht am Armançon eine herbe Niederlage gegen Caesar einstecken. Daraufhin zog er sich mit seinen Truppen nach Alesia zurück.

## Die Schlacht
Caesar verfolgte den fliehenden Vercingetorix und schloss ihn durch umfangreiche Belagerungswerke in Alesia ein. Vercingetorix befehligte etwa 20.000 und Caesar etwa 70.000 Soldaten. Vercingetorix gelang es vor dem Einschluss jedoch noch, seine Reiterei fortzuschicken, da sie während einer Belagerung die Vorräte unnötig strapaziert hätte. Die Reiter erhielten zudem den Auftrag, die gallischen Stämme zur Aufstellung eines Entsatzheeres aufzurufen.

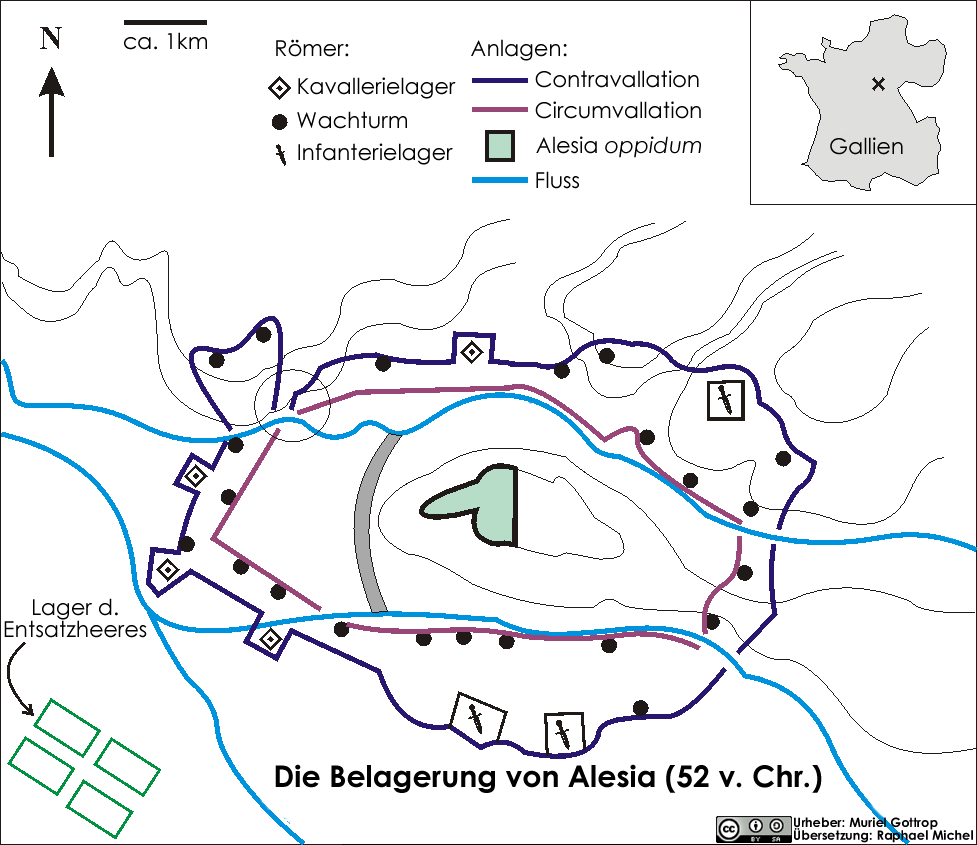
Das Schlachtfeld mit dem Belagerungs- und Verteidigungsring

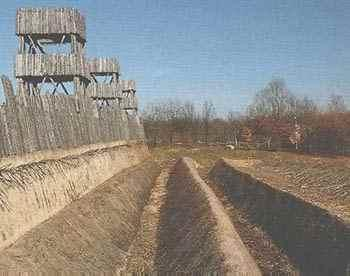
Rekonstruktion der Belagerungsanlagen

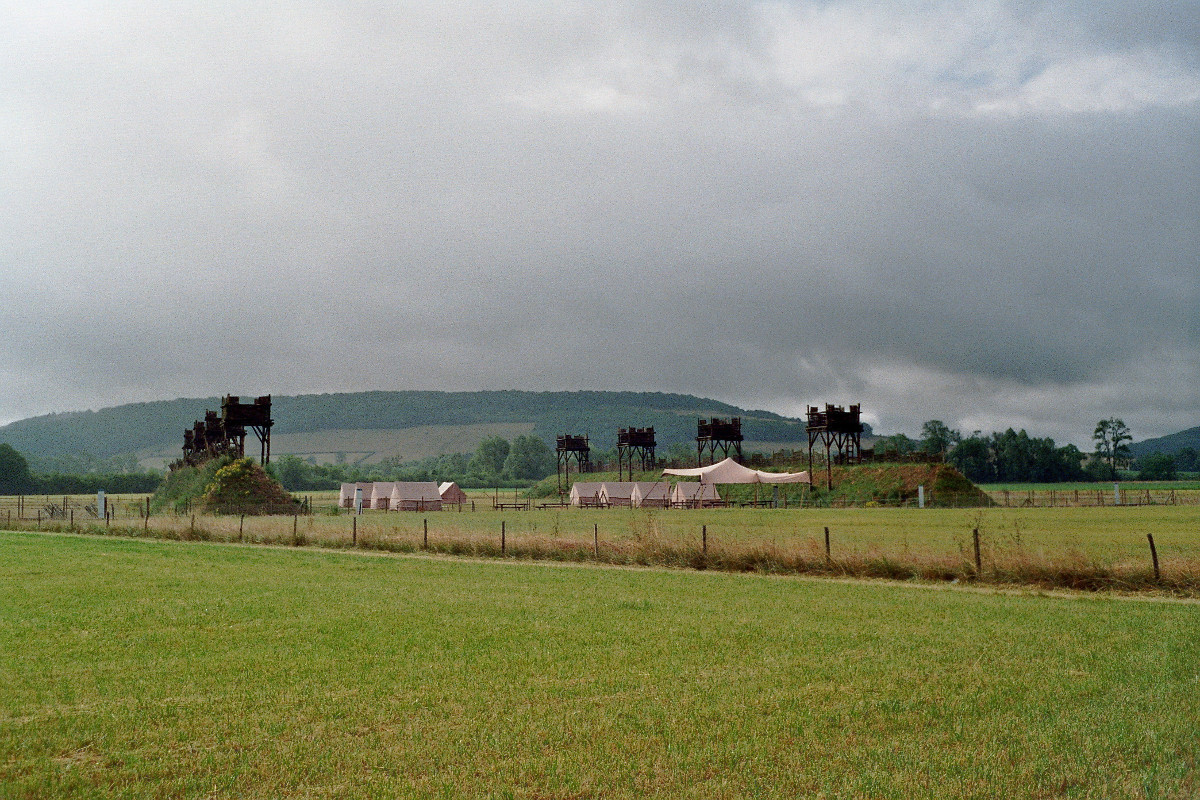
Römische Kavallerielager in Alesia, südöstlich des Museums am Südwestende der Befestigungslagen von Gaius Julius Cäsar um den Ort

Schnell wurde Caesar selbst zum Belagerten, da nunmehr auch er von dem anrückenden gallischen Entsatzheer (etwa 50.000) umringt wurde. Mit umfangreichen Schanzarbeiten stellte Caesar einen 16 km langen inneren Belagerungsring (Circumvallation) und einen zweiten, 21 km langen, nach außen gerichteten Verteidigungsring (Contravallation) auf, um sich dieser Feinde zu erwehren. Diese Schanzanlagen enthielten Türme, Fallen, Gräben, Wälle, Fußangeln und Hindernisse gegen Reitereiangriffe.
Bereits nach etwa dreißig Tagen gingen die Nahrungsmittel in Alesia zur Neige. Vercingetorix schickte alle Kampfunfähigen (Alte, Frauen, Kinder) aus der Stadt, da sie nicht mehr ernährt werden konnten. In der Schrift De Bello Gallico berichtet Caesar unverblümt von seiner Entscheidung, die Zivilisten nicht durch seine Linien abziehen zu lassen, sodass diese vor den Augen aller langsam und qualvoll starben.
Die Ankunft des gallischen Entsatzheeres bei Alesia und der anschließende Angriff war für Vercingetorix das Signal für einen Ausbruchsversuch. Durch entschlossene Vorstöße und kluge Organisation der Truppen gelang es Caesar und seinem Stellvertreter Titus Labienus in jener Zweifrontenschlacht, sowohl die Ausbruchsversuche aus Alesia abzuschlagen als auch das äußere gallische Heer fernzuhalten. Nachdem Caesars germanische Reiter das Entsatzheer zerstreut hatten, sammelte sich dieses wieder und griff an einer Schwachstelle des äußeren Schanzwerkes an. Diese war durch die felsige Flanke eines Hügels bedingt, auf dem ein Teil der äußeren römischen Belagerungslinie durchgezogen worden war, wegen natürlicher Hindernisse aber nicht vollkommen geschlossen werden konnte.
Die gallischen Heerscharen durchbrachen die Befestigung und griffen die römischen Truppen von vorne und hinten an. Caesar motivierte durch sein Auftreten auf dem Schlachtfeld die römischen Legionen, nahm vier Kohorten und führte sie in den Kampf. Gleichzeitig befahl er einigen Kohorten, das Schlachtfeld weiträumig zu umgehen. Als die römischen Truppen der gallischen Streitmacht in den Rücken fielen, flohen diese, wurden aber noch eine Weile von den Römern verfolgt. Vercingetorix zog sich, nachdem er Nachricht davon erhalten hatte, nach Alesia zurück. Wenig später ergab er sich in der Hoffnung, dass Caesar ihn und sein Volk nicht in die Sklaverei verkaufen werde.
Sechs Jahre später, als Caesar wieder nach Rom kam, um seine Siege in Gallien, Ägypten, Kleinasien und Afrika in einem Triumphzug zu feiern, wurde Vercingetorix, der bis dahin im Gefängnis gesessen hatte, in Ketten durch Rom mitgezogen und anschließend auf Befehl Caesars im Tullianum erdrosselt.

## Spätere Schätzungen
Beginnend in den 1860er-Jahren mit Kaiser Napoleon III., einem Neffen Napoleons I., wurde an Cäsars Schilderung der Schlacht gezweifelt. Terrain, Aufstellung und Schlachtverlauf sprächen für gleich starke Armeen, keinesfalls für eine numerische Überlegenheit der Gallier. Insbesondere der Flankenmarsch mit Umgehung wäre gegen einen zahlenmäßig überlegenen Gegner nicht möglich gewesen. Auch habe die Schlachtordnung der Gallier bei Cäsars Zahlen und dem  Terrain über 100 Mann tief gewesen sein müssen, was eine militärische Absurdität gewesen wäre. Es handelt sich dabei um keinen Einzelfall. Cäsar hatte allgemein die Neigung, bei der Stärke gegnerischer Truppen zu übertreiben.

## Alesia in der populären Kultur

Historiengemälde des französischen Malers Lionel Royer aus dem Jahr 1899. Es zeigt eine fiktive, den nationalistischen Vorstellungen der Zeit entsprechende Darstellung des geschlagenen Vercingetorix, wie er sich Caesar unterwirft.

Der gallische Widerstand unter Vercingetorix, der in der Niederlage bei Alesia endete, wurde vor allem im 19. Jahrhundert ein nationaler Mythos in Frankreich, vergleichbar der Heroisierung des Arminius in Deutschland.
In der heutigen Populärkultur wird die Schlacht um Alesia in folgenden Werken erwähnt:
- Mehrmalige Erwähnungen in der Comicreihe Asterix (Majestix: „Alesia? Ich kenne kein Alesia!“ in: Asterix und der Arvernerschild)
- Roman von Colleen McCullough: Rubikon aus dem Jahr 1997.
- Film Vercingétorix mit Christopher Lambert aus dem Jahr 2001.
- Musik-CD der Band Ex Deo mit dem Titel Romulus (2009) mit mehreren Liedern, beispielsweise Storm the Gates of Alesia und Legio XII.
- Der zweiteilige Fernsehfilm Julius Caesar behandelt die Schlacht als wesentlichen Erfolg Caesars.
- Musik-CD der Band Eluveitie mit dem Titel Helvetios mit dem Lied Alesia
- Die Fernsehserie Rom (2005–2007), beginnt mit der Endphase der Belagerung Alesias und der Kapitulation des Vercingetorix
- Norman Spinrad: Der Druidenkönig. (Roman), Blanvalet, Goldmann, München 2003, ISBN 3-442-24222-3.
- Dietrich Oldenburg: Keine Schonzeit für Wölfe (Roman) Haag und Herchen, Frankfurt 2004, ISBN 3-89846-268-4.